# Val Lawrence
Val Lawrence (eigentlich Valerie Dawn Lawrence, verheiratete Melville; * 5. August 1936) ist eine ehemalige australische Kugelstoßerin und Diskuswerferin.
Bei den British Empire and Commonwealth Games 1954 in Vancouver wurde sie Vierte im Kugelstoßen und Fünfte im Diskuswurf. 1956 kam sie bei den Olympischen Spielen in Melbourne im Kugelstoßen auf den 13. Platz und schied im Diskuswurf in der Qualifikation aus.
1952 und 1954 wurde sie Australische Meisterin im Kugelstoßen.